# 比肯费尔德 (巴伐利亚州)
比肯费尔德（德語：Birkenfeld，發音：[ˈbɪʁkŋ̍fɛlt]）是德国巴伐利亚州下弗兰肯行政区美因-施佩萨特县的市镇，面积29.15平方千米，2023年12月31日人口为2,207人。